# Gyeplabda a 2012. évi nyári olimpiai játékokon
A 2012. évi nyári olimpiai játékokon a gyeplabdatornákat július 29. és augusztus 11. között rendezték. A férfi és a női tornán is 12 csapat vehetett részt. Minden csapatot 16 játékos alkotott, így összesen 384 sportoló (192 férfi és 192 nő) vehetett részt a tornákon.
Magyar csapat a gyeplabdában nem vett részt.

## Eseménynaptár
| 1–5 | A csoportkör fordulói | Ed., H | Elődöntők, Helyosztók | D | Döntő |

| júl./aug.   | 29 | 30 | 31 | 1  | 2  | 3  | 4  | 5  | 6  | 7  | 8         | 9         | 10        | 10 | 11        | 11 |
| ----------- | -- | -- | -- | -- | -- | -- | -- | -- | -- | -- | --------- | --------- | --------- | -- | --------- | -- |
| Férfi torna |    | 1. |    | 2. |    | 3. |    | 4. |    | 5. |           | H9 H7 Ed. |           |    | H11 H5 H3 | D  |
| Női torna   | 1. |    | 2. |    | 3. |    | 4. |    | 5. |    | H9 H7 Ed. |           | H11 H5 H3 | D  |           |    |

## Éremtáblázat
| A 2012. évi nyári olimpiai játékok éremtáblázata gyeplabdában | A 2012. évi nyári olimpiai játékok éremtáblázata gyeplabdában | A 2012. évi nyári olimpiai játékok éremtáblázata gyeplabdában | A 2012. évi nyári olimpiai játékok éremtáblázata gyeplabdában | A 2012. évi nyári olimpiai játékok éremtáblázata gyeplabdában | Olimpia  |
| ------------------------------------------------------------- | ------------------------------------------------------------- | ------------------------------------------------------------- | ------------------------------------------------------------- | ------------------------------------------------------------- | -------- |
|                                                               | Ország                                                        | Arany                                                         | Ezüst                                                         | Bronz                                                         | Összesen |
| 1.                                                            | Hollandia (NED)                                               | 1                                                             | 1                                                             | 0                                                             | 2        |
| 2.                                                            | Németország (GER)                                             | 1                                                             | 0                                                             | 0                                                             | 1        |
|                                                               |                                                               |                                                               |                                                               |                                                               |          |
| 3.                                                            | Argentína (ARG)                                               | 0                                                             | 1                                                             | 0                                                             | 1        |
|                                                               |                                                               |                                                               |                                                               |                                                               |          |
| 4.                                                            | Ausztrália (AUS)                                              | 0                                                             | 0                                                             | 1                                                             | 1        |
| 4.                                                            | Nagy-Britannia (GBR)                                          | 0                                                             | 0                                                             | 1                                                             | 1        |
|                                                               |                                                               |                                                               |                                                               |                                                               |          |
| Összesen                                                      | Összesen                                                      | 2                                                             | 2                                                             | 2                                                             | 6        |

## Érmesek

### Férfi torna
| A 2012. évi nyári olimpiai játékok érmesei férfi gyeplabdában | A 2012. évi nyári olimpiai játékok érmesei férfi gyeplabdában | A 2012. évi nyári olimpiai játékok érmesei férfi gyeplabdában | A 2012. évi nyári olimpiai játékok érmesei férfi gyeplabdában |
| --- | --- | --- | ------------------------------------------------------------- |
| Arany | Ezüst | Bronz |                                                               |
| Németország (GER) | Hollandia (NED) | Ausztrália (AUS) |                                                               |
| Maximilian Müller Martin Häner Oskar Deecke Christopher Wesley Moritz Fürste Tobias Hauke Jan-Philipp Rabente Benjamin Wess Timo Wess Oliver Korn Christopher Zeller Max Weinhold Matthias Witthaus Florian Fuchs Philipp Zeller Thilo Stralkowski | Jaap Stockmann Klaas Vermeulen Marcel Balkestein Wouter Jolie Roderick Weusthof Robbert Kempermann Teun de Nooijer Sander Baart Floris Evers Bob de Voogd Sander de Wijn Rogier Hofman Robert van der Horst Billy Bakker Valentin Verga Mink van der Weerden | Mark Knowles Jamie Dwyer Liam de Young Simon Orchard Glenn Turner Chris Ciriello Matthew Butturini Russell Ford Eddie Ockenden Joel Carroll Matthew Gohdes Tim Deavin Matthew Swann Nathan Burgers Kieran Govers Fergus Kavanagh |                                                               |

### Női torna
| A 2012. évi nyári olimpiai játékok érmesei női gyeplabdában | A 2012. évi nyári olimpiai játékok érmesei női gyeplabdában | A 2012. évi nyári olimpiai játékok érmesei női gyeplabdában | A 2012. évi nyári olimpiai játékok érmesei női gyeplabdában |
| --- | --- | --- | ----------------------------------------------------------- |
| Arany | Ezüst | Bronz |                                                             |
| Hollandia (NED) | Argentína (ARG) | Nagy-Britannia (GBR) |                                                             |
| Kitty van Male Carlien Dirkse van den Heuvel Kelly Jonker Maartje Goderie Lidewij Welten Maartje Paumen Naomi van As Ellen Hoog Sophie Polkamp Joyce Sombroek Kim Lammers Eva de Goede Marilyn Agliotti Merel de Blaeij Margot van Geffen Caia van Maasakker | Laura del Colle Rosario Luchetti Ana Macarena Rodriguez Perez Luciana Aymar Carla Rebecchi Delfina Merino Martina Cavallero Florencia Habif Rocio Sanchez Moccia Daniela Sruoga Sofia Maccari Mariela Scarone Silvina D'Elia Noel Barrionuevo Maria Josefina Sruoga Maria Florencia Mutio | Beth Storry Emile Maguire Laura Unsworth Crista Cullen Hannah MacLeod Anne Panter Helen Richardson Kate Walsh Chloe Rogers Laura Bartlett Alex Danson Georgie Twigg Ashleigh Ball Sally Walton Nicola White Sarah Thomas |                                                             |